# 北海道道147号銭函インター線
北海道道147号銭函インター線（ほっかいどうどう147ごう ぜにばこインターせん）は、北海道小樽市を通る道道（主要地方道）である。通称「新宮横通」。

## 概要

### 路線データ
- 起点：北海道小樽市見晴町（国道5号交点）
- 終点：北海道小樽市星野町（札樽自動車道 銭函IC）
- 総延長：0.9 km[要出典]

## 歴史
- 1993年（平成5年）5月11日 - 建設省から、道道銭函停車場見晴線の一部が銭函インター線として主要地方道に指定される[1]。
- 1994年（平成6年）4月1日 - 1110号として路線認定[2]。
- 1994年（平成6年）10月1日 - 路線番号を147号に変更[3]。

## 地理

### 通過する自治体
- 後志総合振興局
  - 小樽市

### 交差する道路
小樽市
- 国道5号 - 見晴町（起点）
- 札樽自動車道 銭函IC - 星野町（終点）